# Эгльупе (остановочный пункт)
Э́гльупе (латыш. Egļupe) — остановочный пункт на линии Рига — Лугажи, ранее являвшейся частью Псково-Рижской железной дороги. Открыт в 1981 году.
Находится на территории Инчукалнской волости (Инчукалнский край).